# Coppa del mondo di ciclocross 2008-2009
La Coppa del mondo di ciclocross 2008-2009, sedicesima edizione della competizione, si svolse tra il 10 ottobre 2008 ed il 25 gennaio 2009. I titoli élite andarono a Sven Nys e Hanka Kupfernagel, il titolo under-23 fu vinto da Philipp Walsleben mentre quello junior da Tijmen Eising.

## Uomini élite

### Risultati
| # | Data        | Città          | Evento                         | Vincitore       | Leader della Cl. mondiale |
| - | ----------- | -------------- | ------------------------------ | --------------- | ------------------------- |
| 1 | 10 ottobre  | Kalmthout      | Vlaamse Industrieprijs Bosduin | Sven Nys        | Sven Nys                  |
| 2 | 26 ottobre  | Tábor          | Cyklokros Tábor                | Niels Albert    | Niels Albert              |
| 3 | 9 novembre  | Pijnacker      | Veldrit Pijnacker              | Lars Boom       | Niels Albert              |
| 4 | 29 novembre | Koksijde       | Duinencross                    | Erwin Vervecken | Sven Nys                  |
| 5 | 7 dicembre  | Igorre         | Ziklokross Igorre              | Sven Nys        | Sven Nys                  |
| 6 | 21 dicembre | Nommay         | Cyclo-Cross de Nommay          | Lars Boom       | Sven Nys                  |
| 7 | 26 dicembre | Heusden-Zolder | Grote Prijs Eric De Vlaeminck  | Thijs Al        | Sven Nys                  |
| 8 | 18 gennaio  | Roubaix        | Grand Prix Lille Métropole     | Erwin Vervecken | Sven Nys                  |
| 9 | 25 gennaio  | Milano         | GP Mamma e Papà Guerciotti     | Sven Nys        | Sven Nys                  |

### Classifica generale
| Pos. | Corridore           | Punti |
| ---- | ------------------- | ----- |
| 1    | Sven Nys            | 620   |
| 2    | Bart Wellens        | 502   |
| 3    | Zdeněk Štybar       | 497   |
| 4    | Kevin Pauwels       | 472   |
| 5    | Lars Boom           | 426   |
| 6    | Thijs Al            | 402   |
| 7    | Erwin Vervecken     | 400   |
| 8    | Sven Vanthourenhout | 386   |
| 9    | Niels Albert        | 375   |
| 10   | Klaas Vantornout    | 373   |

## Donne élite

### Risultati
| # | Data        | Città          | Evento                         | Vincitore            | Leader della Cl. mondiale |
| - | ----------- | -------------- | ------------------------------ | -------------------- | ------------------------- |
| 1 | 10 ottobre  | Kalmthout      | Vlaamse Industrieprijs Bosduin | Daphny van den Brand | Daphny van den Brand      |
| 2 | 26 ottobre  | Tábor          | Cyklokros Tábor                | Hanka Kupfernagel    | Hanka Kupfernagel         |
| 3 | 9 novembre  | Pijnacker      | Veldrit Pijnacker              | Hanka Kupfernagel    | Hanka Kupfernagel         |
| 4 | 29 novembre | Koksijde       | Duinencross                    | Katie Compton        | Hanka Kupfernagel         |
| 5 | 21 dicembre | Nommay         | Cyclo-Cross de Nommay          | Katie Compton        | Hanka Kupfernagel         |
| 6 | 26 dicembre | Heusden-Zolder | Grote Prijs Eric De Vlaeminck  | Marianne Vos         | Hanka Kupfernagel         |
| 7 | 18 gennaio  | Roubaix        | Grand Prix Lille Métropole     | Katie Compton        | Hanka Kupfernagel         |
| 8 | 25 gennaio  | Milano         | GP Mamma e Papà Guerciotti     | Daphny van den Brand | Hanka Kupfernagel         |

### Classifica generale
| Pos. | Corridore                | Punti |
| ---- | ------------------------ | ----- |
| 1    | Hanka Kupfernagel        | 420   |
| 2    | Daphny van den Brand     | 365   |
| 3    | Katherine Compton        | 270   |
| 4    | Maryline Salvetat        | 244   |
| 5    | Christel Ferrier-Bruneau | 235   |
| 6    | Pavla Havlikova          | 229   |
| 7    | Helen Wyman              | 206   |
| 8    | Sanne van Paassen        | 195   |
| 9    | Saskia Elemans           | 180   |
| 10   | Nadia Triquet-Claude     | 163   |

## Uomini Under-23

### Risultati
| # | Data        | Città          | Evento                        | Vincitore         | Leader della Cl. mondiale |
| - | ----------- | -------------- | ----------------------------- | ----------------- | ------------------------- |
| 1 | 26 ottobre  | Tábor          | Cyklokros Tábor               | Philipp Walsleben | Philipp Walsleben         |
| 2 | 9 novembre  | Pijnacker      | Veldrit Pijnacker             | Philipp Walsleben | Philipp Walsleben         |
| 3 | 26 dicembre | Heusden-Zolder | Grote Prijs Eric De Vlaeminck | Philipp Walsleben | Philipp Walsleben         |
| 4 | 18 gennaio  | Roubaix        | Grand Prix Lille Métropole    | Philipp Walsleben | Philipp Walsleben         |

### Classifica generale
| Pos. | Corridore               | Punti |
| ---- | ----------------------- | ----- |
| 1    | Philipp Walsleben       | 240   |
| 2    | Aurélien Duval          | 169   |
| 3    | Kenneth van Compernolle | 139   |
| 4    | Ondrej Bambula          | 129   |
| 5    | Cristian Cominelli      | 109   |

## Uomini juniors

### Risultati
| # | Data        | Città          | Evento                        | Vincitore     | Leader della Cl. mondiale |
| - | ----------- | -------------- | ----------------------------- | ------------- | ------------------------- |
| 1 | 26 ottobre  | Tábor          | Cyklokros Tábor               | Tijmen Eising | Tijmen Eising             |
| 2 | 9 novembre  | Pijnacker      | Veldrit Pijnacker             | Tijmen Eising | Tijmen Eising             |
| 3 | 26 dicembre | Heusden-Zolder | Grote Prijs Eric De Vlaeminck | Sean De Bie   | Tijmen Eising             |
| 4 | 18 gennaio  | Roubaix        | Grand Prix Lille Métropole    | Tijmen Eising | Tijmen Eising             |

### Classifica generale
| Pos. | Corridore         | Punti |
| ---- | ----------------- | ----- |
| 1    | Tijmen Eising     | 225   |
| 2    | Lars van der Haar | 175   |
| 3    | Wietse Bosmans    | 163   |
| 4    | Sean De Bie       | 138   |
| 5    | Luca Braidot      | 96    |